# ميجان هال
ميجان هال (بالإنجليزية: Megan Hall)‏ هي تريثلت جنوب أفريقية، ولدت في 5 مارس 1974 في بيترماريتزبرغ في جنوب أفريقيا.

## وصلات خارجية
- ميجان هال على موقع أوليمبيديا (الإنجليزية)